# Bielkowszczyzna
Bielkowszczyzna (biał. Белькаўшчына, Bielkauszczyna; ros. Бельковщина, Bielkowszczina) – wieś na Białorusi, w obwodzie mińskim, w rejonie stołpeckim, w sielsowiecie Mikołajewszczyzna.

## Historia
W XIX i w początkach XX w. położona była w Rosji, w guberni mińskiej, w powiecie mińskim, w gminie Stołpce.
W dwudziestoleciu międzywojennym leżała w Polsce, w województwie nowogródzkim, w powiecie stołpeckim, do 15 kwietnia 1930 w gminie Stołpce, następnie w gminie Świerżeń. W 1921 miejscowość liczyła 168 mieszkańców, zamieszkałych w 34 budynkach, w tym 162 Białorusinów i 6 Polaków. 162 mieszkańców było wyznania prawosławnego i 6 rzymskokatolickiego.
Po II wojnie światowej w granicach Związku Sowieckiego. Od 1991 w niepodległej Białorusi.